# 求新造船厂

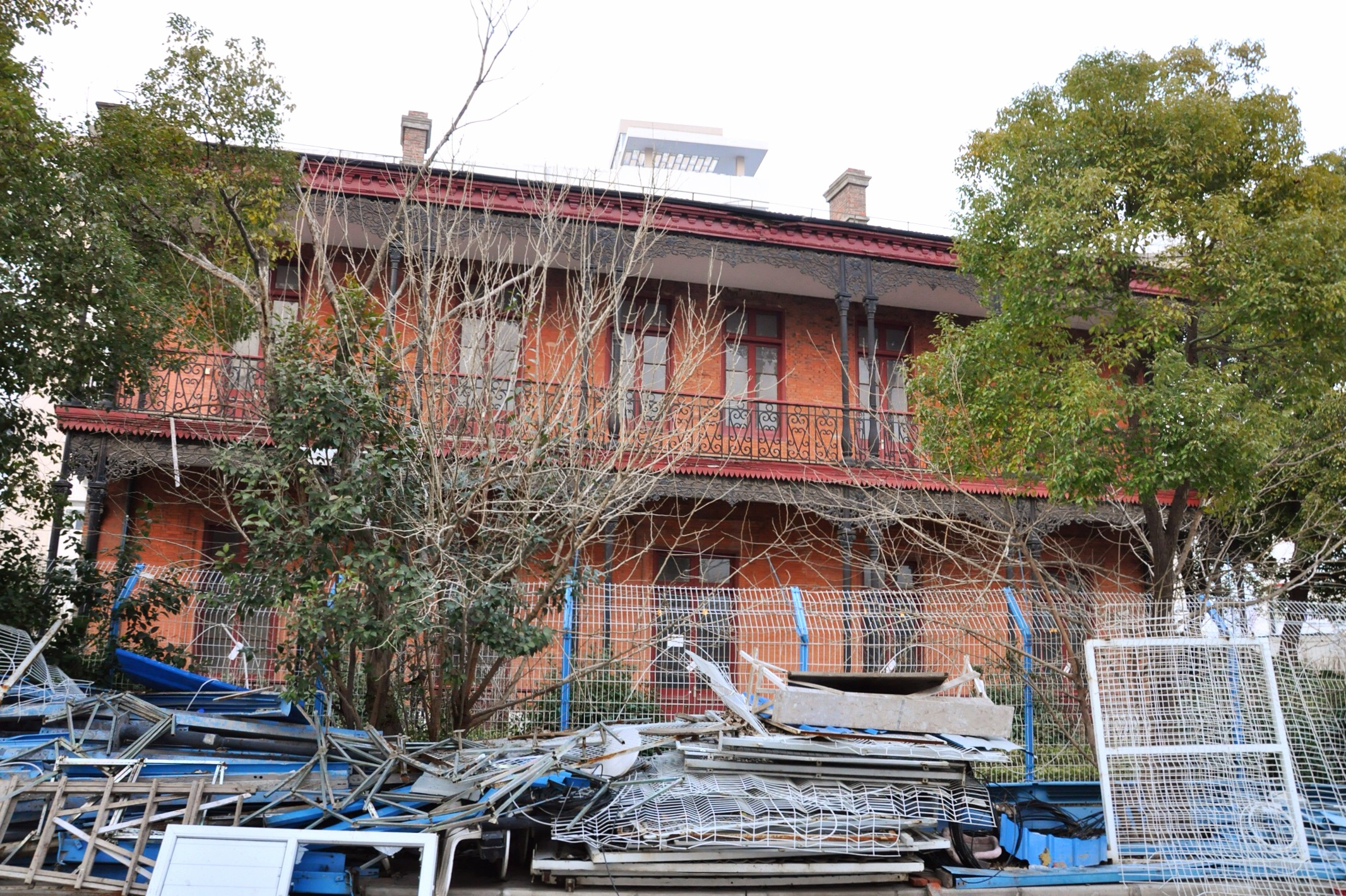
中法求新机器轮船制造厂旧址

求新造船厂是上海市的重点国有造船厂。

## 历史
1902年朱志尧筹资白银4万两在上海南码头机厂街租用土地2.66万平方米，建设求新机器制造轮船厂。两年生产获利白银万两。1906年开始造船。因第一次世界大战钢材价格飞涨，制造的钢壳轮船惨亏，被迫于1919年8月31日改组为法资控股的中法求新机器制造轮船厂。抗日战争时期有价值的机器设备都被日军掠夺一空。解放战争时期，丧失造船及造机能力，靠修船维持。
1952年1月10日，华东工业部租赁中法求新机器制造轮船厂，改名为华东工业部求新机器厂。1952年9月，转归中央重工业部船舶工业局领导，改名为求新造船厂。1954年9月，发现原厂股份不清，法商隐匿国民政府股权，中国政府宣布；改租借为代管。第一个五年计划期间大规模改造扩张。
1999年上海市把求新造船厂并入江南造船厂，搬至崇明县长兴岛。原厂区从2002年拆迁改造为2010年上海世博会园区。